# Хомич, Алёна Андреевна
Алёна Андре́евна Хо́мич (родилась 26 февраля 1981 года в Первоуральске) — российская хоккеистка, выступающая на позиции защитника, участница трёх зимних Олимпиад (2002, 2006 и 2010). Мастер спорта международного класса.
Хоккеем начала заниматься с 10 лет под руководством Заслуженного тренера России Владимира Копытова. Имеет высшее образование (окончила Уральский государственный университет физической культуры по специальности «Тренер-педагог физической культуры»). Играла за ХК «СКИФ» с 2007 по 2013 года.

## Достижения
- Трёхкратная чемпионка России (1999/2000, 2007/2008, 2009/2010)
- Бронзовый призёр чемпионата мира по хоккею (2001)
- Обладатель Кубка Европейских чемпионов сезона 2008/2009 годов.